# Wierchniaja Kuenga
Wierchniaja Kuenga (ros. Верхняя Куэнга) – wieś w Rosji, w Kraju Zabajkalskim, w rejonie srietieńskim. W 2010 liczyła 390 mieszkańców.